# Волосков, Алексей Яковлевич
Алексей Яковлевич Волосков (13 марта 1822, Ржев, Тверская губерния — 19 сентября 1882, там же) — русский художник.

## Биография
Родился в городе Ржев Тверской губернии 13 марта 1822 года в семье купца. Приходился внучатым племянником Терентию Волоскову, изобретателю астрономических часов и красок. С детства из-за болезни передвигался с помощью костылей.
С 1837 года являлся вольноприходящим учеником Императорской Академии Художеств, где учился в пейзажном классе у М. Н. Воробьёва. В 1843 году был награждён второй серебряной медалью, а в 1845 году получил звание свободного художника. В 1851 году назначен в академики. Пользовался покровительством Общества поощрения художников.
Впоследствии жил и работал на Украине, выполнял заказы Г. П. Галагана и Г. С. Тарновского. Вернувшись из-за болезни в Ржев, в 1863 году обвенчался с дочерью священника Покровской церкви Раисой Полубенской. Жил с женой в доме матери Василисы Семёновны Волосковой на Волосковской улице, на правом берегу Холынки. В Ржеве устроился на службу городским нотариусом и агентом Московского страхового общества.

## Творчество

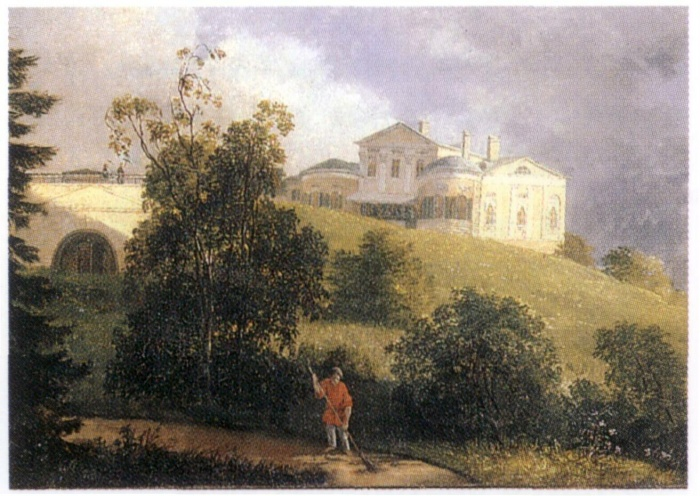
А. Я. Волосков. «Пейзаж с усадебным домом». 1840-е

Писал, как правило, пейзажи и виды. Из его работ известны:
- «Вид в усадьбе М. Д. Резвого Мариенгоф близ Петербурга» — 1846 год. Холст, масло, 40 х 58 см. Хранится в Третьяковской галерее[4].
- «За чайным столом» — 1851 год. На картине изображен Г. С. Тарновский и его близкие в одной из комнат в усадьбе Тарновского Качановка[5].
- «Усадьба. Качановка» — 1849 год. Холст, масло, 54 x 71 см. Сумский художественный музей[6].
- «В Качановском парке» — 1851 год. На картине изображены Г. С. Тарновский с племянницей Юлией (в белом платье), на скамейке — Надежда Тарновская, слева В. В. Тарновский-старший с женой. Себя Волосков изобразил себя сидящим справа[7].
- «Вид Выборга с моря ночью» — 1847 год[8].
- «Вид на Царскосельское озеро» (1854)[2].
- «Вид имения Глубокое» — 1844 год. Холст, масло. 40 x 62 см. Хранится в Псковском художественном музей-заповеднике. На картине изображено имение князя М. А. Дондукова-Корсакова Глубокое Опочецкого уезда Псковской губернии[9].
- «Вид Ржева» — 1856 год. Хранится в Ржевском краеведческом музее. На картине изображена панорама Князь-Федоровской (Советской) стороны Ржева, видны Тетеринская слобода, Успенский собор и далее берег Князь-Федоровской стороны[3].
- «Готический мостик в Сокиринском парке» — 1845 год. Хранится в Черниговском областном художественном музеи. В Сокиринцах Волосковым также были написаны «Усадьба Г. П. Галагана в Лебединцах», «Церковь в Сокиринцах»[10].
- «Пейзаж с усадебным домом» — авторство под вопросом. 1840-е. Холст, масло. 29,3 х 43 см. Государственный Русский музей. По стилистическим особенностям пейзаж близок к картине Волоскова, изображающей вид в усадьбе Резвого Мариенгоф . Технологическое исследование также подтверждает авторство А. Я. Волоскова[11].
- «Вечер» — 35,8 х 47. Хранится в Третьяковской галерее[12].
- «Вид в Павловском парке» — 1845 год. Холст, масло, 89,5 х 125,5. Ранее картина приписывалась М. И. Лебедеву. Авторство Волоскова подтверждает подпись у нижнего края картины, справа. На картине изображен Большой дворец в Павловске со стороны парка Мариенталь. Справа обелиск основателю Павловска, на втором плане — павильон Трёх граций, в центре — мраморная скульптура Трёх граций[13].